# خوزيه ساسيا
خوزيه ساسيا (بالإسبانية: José Sasía)‏ مواليد 27 ديسمبر 1933 في الأوروغواي - الوفاة 30 أغسطس 1996، كان لاعب ومدرب كرة قدم أوروغوياني، كان يلعب في مركز الهجوم. سبق له أن لعب في كأس العالم لكرة القدم مع منتخب بلاده.

## روابط خارجية
- خوزيه ساسيا على موقع الاتحاد الدولي (مؤرشف)  (الإنجليزية)
- خوزيه ساسيا على موقع الاتحاد الأوربي (الإنجليزية)
- خوزيه ساسيا على موقع قاعدة بيانات كرة القدم.إي يو (الإنجليزية)
- خوزيه ساسيا على موقع ناشيونال فوتبول تيمز (الإنجليزية)
- خوزيه ساسيا على موقع Soccerway.com (الإنجليزية)
- خوزيه ساسيا على موقع عالم كرة القدم.نت (الإنجليزية)